# سيتون
سيتون Setun (بالروسية: Сетунь)‏ جهاز كمبيوتر تم تطويره في عام ١٩٥٨ في جامعة موسكو الحكومية . تم بناؤه تحت قيادة سيرجي سوبوليف و نيكولاي بروسنتسوف . كان أحدث كمبيوتر ثلاثي تم تطويره، يسَتخدم نِظام الأرقام الثلاثي المتوازن و المنطق الثلاثي بدلاً من المنطق الثنائي ذي القيمة السائد في أجهزة الكمبيوتر الأخرى.

## ملخص
تم بناء الكمبيوتر لتلبية احتياجات جامعة موسكو الحكومية. تم تصنيعه في مصنع Kazan الرياضي. تم بناء خمسين جهاز كمبيوتر من عام ١٩٥٩ حتى عام ١٩٦٥، عندما توقف الإنتاج. تتكون ذاكرة التشغيل المميزة من ٨١ كلمة من الذاكرة، تتكون كل كلمة من ١٨ تريت (أرقام ثلاثية) مع ١٩٤٤ كلمة إضافية على أسطوانة مغناطيسية (إجمالي حوالي 7 كيلو بايت). بين عامي ١٩٦٥ و١٩٧٠، تم استخدام كمبيوتر ثنائي عادي في جامعة موسكو الحكومية ليحل محله. على الرغم من أن أداء هذا الكمبيوتر الثنائي البديل كان جيدًا على قدم المساواة، إلا أنه كان مرتين ونصف ضعف التكلفة لسيتون.